# صديقة الملاية
صديقة الملاية (1901 - 1969) مطربة من العراق اسمها الحقيقي فرجة عباس، كانت نجمة ليالي الطرب منذ عقد العشرينيات من القرن العشرين حتى حلول عقد الستينيات منه. ولدت في بغداد، وكانت أول مطربة عراقية غنت من دار الإذاعة العراقية عام 1936، وسجلت عام 1923 مجموعة من الأسطوانات.
كانت صديقة الملاية مطربة دائمة الحضور في «ملهى الشورجة» القريب من سوق الشورجة آنذاك، لكن الزمن لعب دوره القاسي في حياة هذه المطربة، حيث لم تحتفظ لها مكتبات الأشرطة إلا بالقليل والنادر من أغنياتها الكثيرة.

## أغانيها
تعد الفنانة صديقة الملاية من أشهر المغنيات العراقيات الذين ذاع صيتهم في منتصف القرن العشرين.
من أغانيها التي اشتهرت بها هذه المطربة والتي لا تزال تتردد على ألسن العراقيين أغنية «الأفندي» و«الجار خويه الجار» و«يا صياد السمك» و«فراقهم بكاني» و«على جسر المسيب» وغيرها الكثير من الأغنيات التراثية العراقية.
ولها أغنية ذات خصوصية مميزة، وهي الأغنية التي قامت بنظم كلماتها حين سماعها في 13 تشرين الثاني/نوفمبر من العام 1929 خبر انتحار رئيس الوزراء العراقي عبد المحسن السعدون أيام الحكم الملكي على العراق، إلا أن هذه الأغنية اختفت بقرار سياسي آنذاك. توفيت صديقة الملاية في شهر نيسان من العام 1969 عن عمر يناهز الثماني والستين عام.